# Liste der Monuments historiques in Laferté-sur-Amance
Die Liste der Monuments historiques in Laferté-sur-Amance führt die Monuments historiques in der französischen Gemeinde Laferté-sur-Amance auf.

## Liste der Immobilien
| Bezeichnung               | Beschreibung            | Standort              | Kennzeichnung | Schutzstatus | Datum | Bild |
| ------------------------- | ----------------------- | --------------------- | ------------- | ------------ | ----- | ---- |
| Kirche St-Pierre-ès-Liens | aus dem 16. Jahrhundert | Rue du Prieuré (Lage) | PA00079085    | Inscrit      | 1927  |      |